# Tomás Cubelli
Tomás Cubelli (Buenos Aires, 12 giugno 1989) è un rugbista a 15 argentino, dal 2023 mediano di mischia di Miami Sharks in Major League Rugby.

## Biografia
Figlio di Alejandro Cubelli, già rugbista internazionale per l'Argentina tra gli anni settanta e ottanta del XX secolo, Tomás iniziò la pratica del rugby intorno ai 5 anni e si formò nel Belgrano Athletic Club, polisportiva del quartiere omonimo di Buenos Aires, e con il quale debuttò nel torneo metropolitano dell'URBA.
Nel 2011 Cubelli entrò a far parte della formazione dei Pampas XV, istituita dalla federazione argentina per partecipare al torneo sudafricano Vodacom Cup, giocato dalle squadre provinciali di Currie Cup; vinse il torneo alla sua prima partecipazione e fece parte della squadra fino al suo ritiro nel 2013 per problemi finanziari; nel marzo 2014 decise il ritorno al Belgrano.
A livello internazionale Cubelli milita nella Nazionale maggiore dell'Argentina dal 2010, avendo debuttato nel campionato sudamericano di quell'anno contro l'Uruguay a Santiago del Cile; nel 2013 partecipò per la prima volta al Championship contro Australia, Nuova Zelanda e Sudafrica, e anche nel 2014 fa parte della squadra che prende parte a tale torneo.
Ancora nel 2014 Cubelli fu invitato a far parte della selezione dei Barbarians che allo stadio di Twickenham a Londra affrontò un XV dell'Inghilterra senza valore di test match.
Nel 2015, dopo la Coppa del Mondo che l'Argentina concluse al quarto posto, Cubelli, contrariamente alle previsioni che lo volevano alla franchise argentina in Super Rugby, ha firmato un contratto per gli australiani Brumbies di durata biennale a partire dalla stagione 2016.

## Palmarès
- Campionati sudamericani: 4
Argentina: 2010, 2011, 2012, 2014
- Vodacom Cup: 1
Pampas XV: 2011